# Дюртюли (Давлекановский район)
Дюртюли́ (баш. МФА: Дүртөйлөо файле) — село в Давлекановском районе Башкортостана, входит в состав Курманкеевского сельсовета.

## Географическое положение
Находится в месте впадения реки Ярыш в реку Дёму.
Расстояние до:
- районного центра (Давлеканово): 14 км,
- центра сельсовета (Старокурманкеево): 5 км,
- ближайшей ж/д станции (Давлеканово): 14 км.

## История
До 12 июля 2021 года административный центр Курманкеевского сельсовета.

## Население
| 2002 | 2009 | 2010 |
| ---- | ---- | ---- |
| 308  | ↗328 | ↘317 |

Согласно переписи 2002 года, преобладающая национальность — башкиры (97 %).